# Bethau
Bethau ist ein Ortsteil der Stadt Annaburg am südöstlichen Rand des Landkreises Wittenberg (Sachsen-Anhalt, Deutschland).

## Geografie und Verkehr
Bethau liegt etwa 40 km südöstlich von Wittenberg und etwa 20 km nördlich von Torgau in den Niederungen am Ostufer der Elbe westlich der Annaburger Heide. Diese ist aber größtenteils ein Truppenübungsplatz der Bundeswehr und deshalb Sperrgebiet. Westlich des Ortes verläuft die B 182 und nördlich die B 187. Im Süden grenzt Bethau an Sachsen.

### Klima

Niederschlagsdiagramm

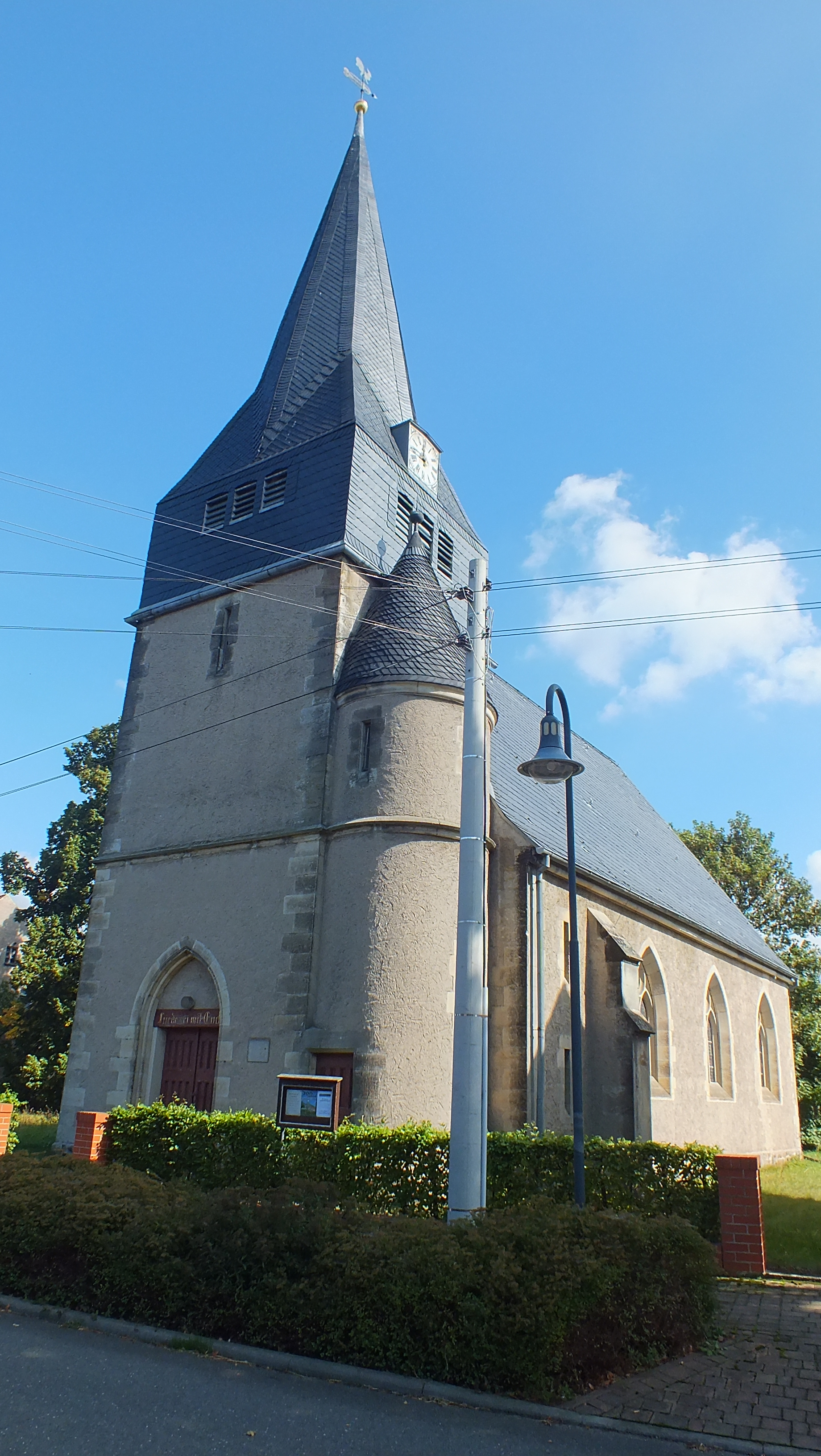
Kirche Bethau

Der Jahresniederschlag liegt bei 480 mm und ist damit extrem niedrig, da er in das untere Zwanzigstel der in Deutschland erfassten Werte fällt. An 1 % der Messstationen des Deutschen Wetterdienstes werden niedrigere Werte registriert. Der trockenste Monat ist der Februar, die meisten Niederschläge fallen im August. Im August fallen 2,2 mal mehr Niederschläge als im Februar. Die Niederschläge variieren mäßig. An 36 % der Messstationen werden niedrigere jahreszeitliche Schwankungen registriert.

## Geschichte
Bethau wurde vermutlich im Jahr 1159 von flämischen Einwanderern gegründet. Diese wurden von Erzbischof von Magdeburg Wichmann von Seeburg und Albrecht dem Bären in diesem Gebiet angesiedelt. Im 12. Jahrhundert gehörte das heutige Gebiet den Grafen von Brehna. Die Besiedelung des heutigen Ortsgebietes wurde im Wesentlichen zu Beginn des 13. Jahrhunderts abgeschlossen. Die Besiedelung erfolgte durch einen Lokator, der ein ihm von Magdeburg zugewiesenes Stück Land in „Hufen“ zerlegte und an die nun zugezogenen Bauern verteilte. Ortsnamen waren 1528 Betho, 1555 Bethaw, 1598 Betaw und ab 1672 Bethau.
Die zehn Hüfner und zwei Gärtner in Bethau (Bethaw) wurden 1581 von Kurfürst August von Sachsen verpflichtet, statt im Amt Schweinitz auf Schloss Lichtenburg die Frondienste in Form von Gartenarbeit zu verrichten.
Zum 1. Januar 2011 wurde Bethau nach Annaburg eingemeindet.

## Kultur und Sehenswürdigkeiten
- Die unter Denkmalschutz stehende Kirche wurde in den Jahren 1904 bis 1905 errichtet.